# The Jackie Robinson Story
The Jackie Robinson Story (A história de Jackie Robinson, no Brasil) é um 1950 filme biográfico dirigido por Alfred E. Green e estrelado por Jackie Robinson.

## Sinopse
O filme narra a vida de Jackie Robinson desde a juventude, passando por sua fase universitária na Universidade da Califórnia, até se tornar uma lenda como jogador de beisebol do Brooklyn Dodgers. Jackie venceu injustiças raciais e se tornou o primeiro afro-americano a entrar nas principais ligas profissionais dos Estados Unidos.

## Elenco
- Jackie Robinson como ele mesmo
- Ruby Dee como Rae Robinson
- Minor Watson como Branch Rickey
- Louise Beavers como mãe de Jackie
- Richard Lane como Clay Hopper
- Harry Shannon como Frank Shaughnessy (listado como "Charlie" nos créditos finais)
- Ben Lessy como Shorty
- Bill Spaulding como ele mesmo
- Billy Wayne como Clyde Sukeforth
- Joel Fluellen como Mack Robinson
- Bernie Hamilton como Ernie
- Kenny Washington como gerente do Tigers
- Pat Flaherty como Karpen
- Larry McGrath como árbitro
- Emmett Smith como apanhador
- Howard Louis MacNeely como Jackie (criança)
- George Dockstader como Bill